# George Engelmann
Pour les articles homonymes, voir Engelmann.
George Engelmann est un médecin et botaniste d'origine allemande, né Georg Theodor Engelmann à Francfort-sur-le-Main le 2 février 1809, émigré aux États-Unis en 1832, décédé à Saint-Louis le 4 février 1884. C'est dans cette dernière ville que s'est déroulée la plus grande partie de sa carrière professionnelle. 

## Carrière
Ses recherches sur la biologie et la botanique l'ont amené à opérer des observations météorologiques depuis 1836 jusqu'à sa mort. Il est le premier à avoir remarqué que les vignes américaines étaient immunisées contre le phylloxéra. Il a longuement étudié la flore locale, s'intéressant en particulier aux cactus, aux chênes et aux conifères.
Son nom a été donné à une espèce d'épicéa, Picea engelmannii (épinette d'Engelmann), et à un Opuntia : Opuntia engelmannii Salm-Dyck ex Engelm.
Il entretient une correspondance avec le botaniste suisse Rudolph Friedrich Hohenacker de 1847 à 1860.

### Publications
- George Engelman - Rudolph Friedrich Hohenacker, "Correspondence : Hohenacker (Rudolf) and Engelmann (George)", 1847-1860.